# NGC 950
NGC 950 é uma galáxia espiral (Sb) localizada na direcção da constelação de Cetus. Possui uma declinação de -11° 01' 30" e uma ascensão recta de 2 horas, 29 minutos e 11,6 segundos.
A galáxia NGC 950 foi descoberta em 1886 por Ormond Stone.